# Doug Fieger
Douglas Lars Fieger (20 de agosto de 1952 - 14 de febrero de 2010) fue un cantante, compositor y músico estadounidense. Fue el guitarrista rítmico y vocalista principal de la banda de rock The Knack. Coescribió "My Sharona", la canción más exitosa de 1979 en los Estados Unidos, con el guitarrista principal Berton Averre. 

## Vida y carrera
Fieger nació en 1952 en Oak Park, Míchigan, hijo de June Beth (Oberer) y Bernard Julian Fieger. Su padre es judío y su madre es noruega. Fue el hermano menor del abogado de Detroit Geoffrey Fieger (famoso por representar a Jack Kevorkian), quien confirmó la muerte de Doug a The Detroit News.
Nació y creció en el área de 9 Miles/Greenfield en Oak Park, Míchigan, un suburbio al norte de Detroit. Asistió a Oak Park High School. Antes de formar The Knack, Fieger tocó el bajo y cantó en el grupo Sky, que fue fundado por el productor Jimmy Miller (Rolling Stones, Traffic, Blind Faith) que era el "Sr. Jimmy" en la canción de los Rolling Stones "You Can't Always Get What You Want". Fieger aún estaba en la escuela secundaria cuando Sky grabó dos álbumes para RCA Records en 1970 y 1971, producidos por Miller y Andy Johns (Led Zeppelin). Fieger tocó el bajo en la banda alemana de rock progresivo Triumvirat en 1974. 
Además de interpretar, Fieger produjo el álbum debut de Rubber City Rebels para Capitol Records y un álbum para la banda Mystery Pop, de Los Ángeles. Fieger colaboró con el baterista de The Rebels, Brandon Matheson, como compañeros de banda en The Sunset Bombers. Lanzaron un álbum en Ariola Records antes de la formación de The Knack. The Knack tocó su primer concierto en el club nocturno Whiskey A Go-Go de Hollywood el 1 de junio de 1978. Además, tocaron en otros clubes nocturnos del área de Los Ángeles, incluido The Troubadour en West Hollywood. En 1979 fueron firmados por Capitol Records. 
"My Sharona" pasó seis semanas seguidas en el número uno de la Billboard's Hot 100 en 1979. Fue el mayor éxito del año. Quince años después, la canción ganó un renovado interés cuando apareció en la película Reality Bites. También apareció regularmente en una parodia de Saturday Night Live sobre Janet Reno. El sencillo que siguió a "My Sharona", "Good Girls Don't", sólo alcanzó el número 11 en Estados Unidos. El álbum Get The Knack pasó cinco semanas seguidas en la primera posición. Se vendieron tres millones de copias en los Estados Unidos y 6 millones en todo el mundo. 
Fieger lanzó dos álbumes en solitario. First Things First fue lanzado en 1999. Hankerings, un tributo a Hank Williams, fue lanzado póstumamente en 2010. 
Además, Fieger proporcionó la voz principal en dos pistas en el álbum de 1983 de Was (Not Was), Born to Laugh at Tornadoes . Poco antes de su muerte, proporcionó la voz principal para la canción "Dirty Girl", del álbum BK3 de Bruce Kulick de 2010; "Dirty Girl" fue nombrada como la 29.ª mejor canción de 2010 por la revista Classic Rock .

## Vida personal
Fieger se sometió a una cirugía cerebral en agosto de 2006 para extirpar dos tumores. Más tarde fue diagnosticado con cáncer de pulmón, en 2007, que requirió quimioterapia extensa y la extirpación de la mitad de su pulmón. Su exesposa, Mia, contribuyó al cuidado de Fieger durante su enfermedad. 
Después de luchar contra el cáncer durante años, Fieger murió en su casa en el vecindario de Woodland Hills en Los Ángeles el 14 de febrero de 2010. Tenía 57 años. Además de su hermano mayor, Geoffrey Fieger, los sobrevivientes incluyeron a su hermana menor, Beth Falkenstein. 
Fieger escribió "My Sharona" para Sharona Alperin, su novia. Fieger y Alperin se casaron con otras personas, pero siguieron siendo amigos. Alperin lo visitó con frecuencia en sus últimos meses. "La gente que significaba mucho para él en la industria de la música vino a presentarle sus respetos", dice ella. "Fue realmente hermoso".